# Aeropuerto de Surucucus
El Aeropuerto de Surucucus (OACI: SWUQ ) es un aeródromo ubicado en Alto Alegre en Roraima, Brasil, en el interior de la Tierra índígena Yanomami. Está asfaltado, con una pista de 1067 m x 25 m. El aeródromo está ubicado en la cima de Serra das Surucucus, un tepuy a una altitud de alrededor de 1.000 metros. Es una referencia para las operaciones del 4º Pelotón Especial de Fronteras - 4º PEF del Comando de Fronteras de Roraima y 7. º Batallón de Infantería de Selva (BIS) del Ejército Brasileño, para la Fundación Nacional de Salud - FUNASA y para la Fundación Nacional del Indio - FUNAI, entidades federativas con sede en la región.